# Partido di Pilar
Il partido di Pilar è un dipartimento (partido) dell'Argentina facente parte della provincia di Buenos Aires. Il capoluogo è Pilar.